# بیرد-این-هند، پنسیلوانیا
بیرد-این-هند (به انگلیسی: Bird-in-Hand) یک منطقهٔ مسکونی در ایالات متحده آمریکا است که در شهرستان لنکستر، پنسیلوانیا واقع شده‌است. بیرد-این-هند ۴۰۲ نفر جمعیت دارد.